# Nadrowo
Nadrowo (deutsch Nadrau) ist ein Dorf im Südwesten der polnischen Woiwodschaft Ermland-Masuren und Sitz eines Schulzenamtes innerhalb der Stadt-und-Land-Gemeinde Olsztynek (Hohenstein i. Ostpr.) im Powiat Olsztyński (Kreis Allenstein).

## Geographische Lage
Nadrowo liegt südöstlich der Stadt Olsztynek (Hohenstein) und westlich des Großen Maransensees (polnisch: Jezioro Maróz). Das Dorf liegt am Nadrau-See (polnisch Bagno Nadrowskie) im gleichnamigen mehr als 51 Hektar großen Naturreservat.

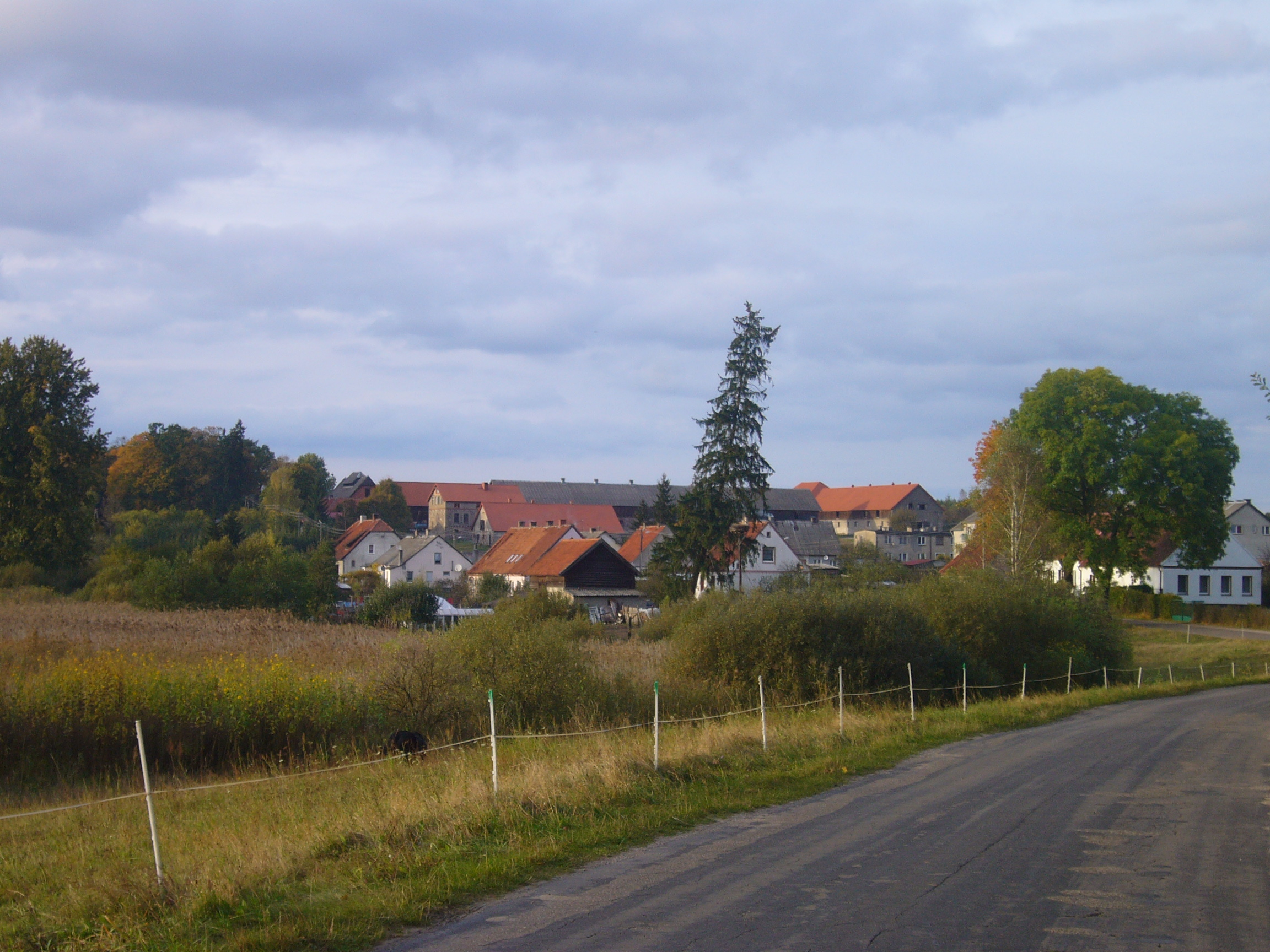
Dorfansicht

|  |

## Geschichte
Das bis 1945 Nadrau heißende Dorf fand bereits im Jahre 1374 als Nadraw seine erste urkundliche Erwähnung. Vor 1945 bestand das Dorf aus einem Gut mit mehreren Gehöften.
Am 7. Mai 1874 wurde Nadrau in den neu errichteten Amtsbezirk Hohenstein i. Ostpr.-Land eingegliedert. Er gehörte bis 1945 zum Landkreis Osterode in Ostpreußen im Regierungsbezirk Königsberg (1905 bis 1945 Regierungsbezirk Allenstein) der preußischen Provinz Ostpreußen.
Am 1. Dezember 1910 zählte Nadrau 51 Einwohner.
Aufgrund der Bestimmungen des Versailler Vertrags stimmte die Bevölkerung in den Volksabstimmungen in Ost- und Westpreußen am 11. Juli 1920 über die weitere staatliche Zugehörigkeit zu Ostpreußen (und damit zu Deutschland) oder den Anschluss an Polen ab. In Nadrau stimmten 40 Einwohner für den Verbleib bei Ostpreußen, auf Polen entfielen keine Stimmen.
Am 15. November 1928 schloss sich Nadrau mit dem Gutsbezirk Maranserheide (Forst) zusammen. Die Einwohnerzahl stieg bis 1933 auf 240 und betrug 1939 noch 230.
Infolge des Zweiten Weltkrieges kam Nadrau im Jahre 1945 zu Polen und erhielt die polnische Bezeichnung Nadrowo. Heute ist der Ort ein Schulzenamt innerhalb der Stadt- und Landgemeinde Olsztynek (Hohenstein) im Powiat Olsztyński der Woiwodschaft Ermland-Masuren (1975 bis 1998: Woiwodschaft Olsztyn).

## Kirche
Nadraus Bevölkerung war kirchlich nach Hohenstein i. Ostpr. (heute polnisch: Olsztynek) orientiert, wo es eine evangelische und eine katholische Kirche gab. Hohenstein gehörte zur Kirchenprovinz Ostpreußen der Kirche der Altpreußischen Union bzw. zum Bistum Ermland.
Dieser Bezug ist zum jetzigen Olsztynek geblieben. Die dortige katholische Pfarrei gehört jetzt zum Dekanat Olsztynek im Erzbistum Ermland der katholischen Kirche in Polen. Die evangelische Kirche in Olsztynek ist eine Filialkirche der Pfarrei Olsztyn (Allenstein) und gehört zur Diözese Masuren der Evangelisch-Augsburgischen Kirche in Polen.

## Schule
Vor 1945 bestand in Nadrau eine einklassige Volksschule.

## Verkehr
Nadrowo ist von Olsztynek aus über eine Nebenstraße zu erreichen, die über Łutynowo (Lautens) bis nach Waplewo (Waplitz) führt. Eine weitere, von Swaderki (Schwedrich) über Marązy (Maransen) kommende Nebenstraße verbindet Nadrowo mit der Landesstraße 58. Die nächstgelegene Bahnstation ist Waplewo an der Bahnstrecke Działdowo–Olsztyn (deutsch Soldau–Allenstein).